# Маларс-сюр-ла-Тин
Мала́рс-сюр-ла-Тин (фр. Malarce-sur-la-Thines, окс. Malarce sur la Thines) — коммуна во Франции, находится в регионе Рона — Альпы. Департамент коммуны — Ардеш. Входит в состав кантона Ле-Ван. Округ коммуны — Ларжантьер.
Код INSEE коммуны — 07147.

## Население
Население коммуны на 2008 год составляло 241 человек.
| 1962 | 1968 | 1975 | 1982 | 1990 | 1999 | 2008 |
| ---- | ---- | ---- | ---- | ---- | ---- | ---- |
| 209  | 196  | 188  | 200  | 244  | 258  | 241  |

## Экономика
В 2007 году среди 170 человек в трудоспособном возрасте (15—64 лет) 121 были экономически активными, 49 — неактивными (показатель активности — 71,2 %, в 1999 году было 63,1 %). Из 121 активных работали 91 человек (56 мужчин и 35 женщин), безработных было 30 (13 мужчин и 17 женщин). Среди 49 неактивных 4 человека были учениками или студентами, 17 — пенсионерами, 28 были неактивными по другим причинам.

## Достопримечательности
- Романская церковь Нотр-Дам-де-Тин[фр.], исторический памятник (1850 год)
- Романская церковь в деревне Маларс
- Церковь в деревне Лафижер

## Фотогалерея

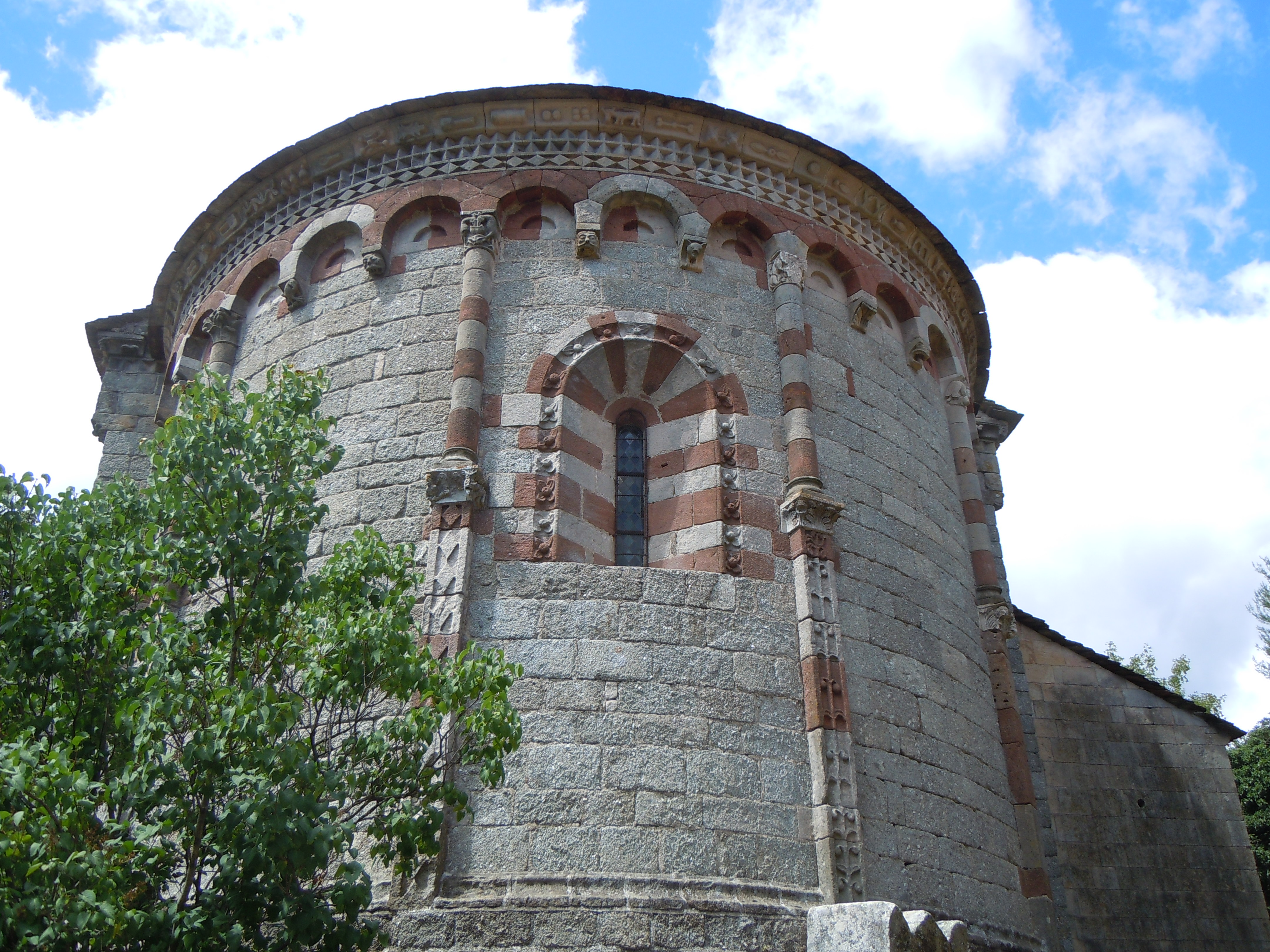
Церковь Нотр-Дам-де-Тин
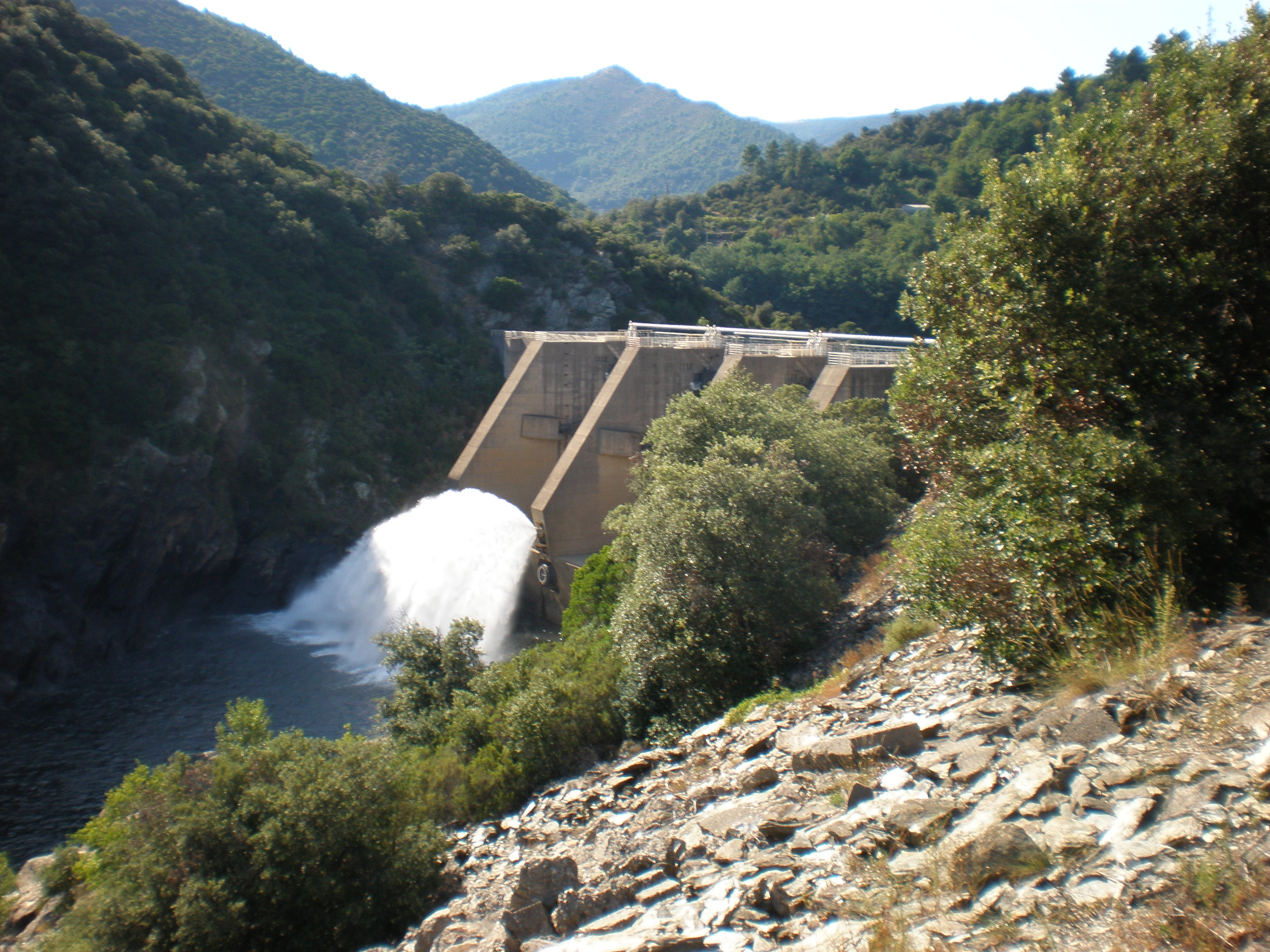
Плотина на реке Маларс
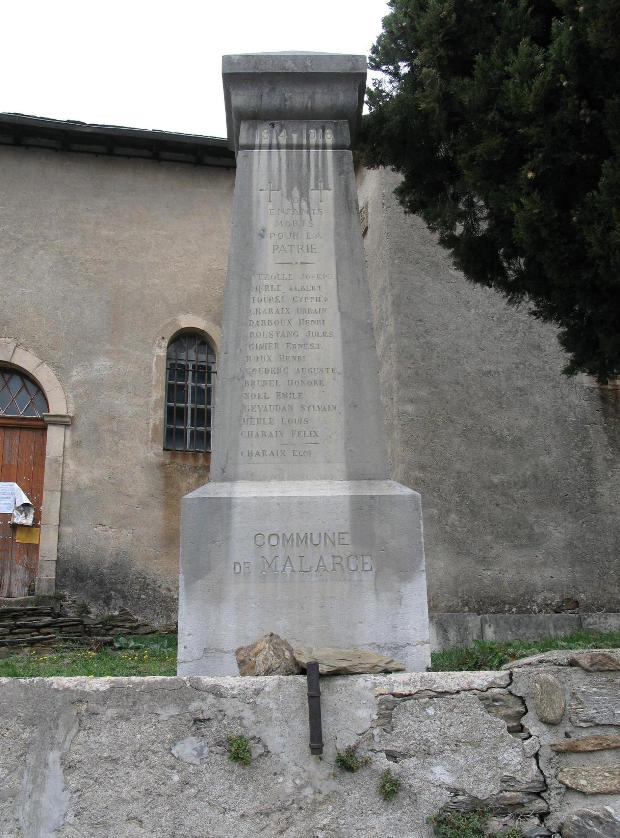
Памятник погибшим в Первой мировой войне